# LBRY
LBRY是一个开放源代码去中心化的数位内容分享和交易平台，于2016年7月4日上线。搭建于此平台之上的影音分享网站lbry.tv和Odysee.com被视为传统平台（如YouTube）的替代品。

## 核心概念
在LBRY，用户可以自由上传、下载、购买和分享影片、音乐、图片、文档等各种类型的媒体文件。与传统视频平台不同，这些文件不会被存储在中心化的设备中，而是以类似于BitTorrent的方式将文档分布式地存储于网络中的多个主机上，从而提高了网络的速度和抗干扰能力。
LBRY的建设和运行全部开源。它不属于任何一家公司，也不受任何单一实体的控制。在市场中，创作者可以为自己的内容设置付费门槛，用户也可以通过付费来支持创作者的内容。由于没有第三方收取费用，创作者将得到100%的收益。
LBRY使用区块链技术存储用户资料、媒体文档索引数据和交易记录。区块链技术不可伪造、全程留痕、可以追溯、公开透明、集体维护等特征使得LBRY能够成为具有可靠信任体系的数字市场。LBRY对原有的比特币区块链进行了改造，开发了独立于比特币区块链的LBRY区块链，并发行了类似于比特币的加密货币——LBRY积分（LBRY Credits，简写：LBC，又称LBRY信用额）作为LBRY市场的通货。
LBRY的运作基于一种完全开源的网络协议——LBRY协议，该协议提供了LBRY的底层技术实现，对LBRY的区块链运行机制、名称系统、交易机制和数据存储与传输方式等方面作出了详细规定。LBRY网络由互联网上所有使用LBRY协议存储、传输和处理数据的设备构成。用户可以利用LBRY协议访问LBRY区块链上的数据、处理LBRY网络上的内容并进行相关的交易活动。
LBRY客户端集成了LBRY协议的强大功能，使得用户不用了解LBRY协议的原理和运行机制就可以轻松搜索、浏览、下载和购买LBRY网络上的内容。目前LBRY客户端已在Windows、macOS、Linux、Android和iOS五大平台上线，LBRY先后推出的两个网页版影片分享網站lbry.tv与Odysee.com以成为YouTube等传统视频平台的替代品为目标。

## 历史
LBRY Inc.由杰里米·考夫曼（Jeremy Kauffman）和吉米·基瑟拉克（Jimmy Kiselak）于2015年5月成立，构建LBRY协议与其平台。在2015年和2016年，Mike Vine，Josh Finer和Alex Grintsvayg成为了联合创始人。Kauffman，Kiselak和Grintsvayg都曾就读壬色列理工学院，并且同为飞盘争夺赛玩家。而Kauffman担任LBRY的首席执行官，Grintsvayg担任首席技术官，Finer则是运营和分析总监。公司名称和LBRY项目均发音为「library」。
2017年10月，LBRY Inc.推出了一个运行于LBRY网络上的媒体托管网站spee.ch。它在2019年12月停止了支持，转而支持LBRY Inc.的LBRY.tv网站。
由LBRY Inc.使用LBRY协议创建的影音分享网站Odysee于2020年9月进入测试版，并于12月正式启动。截至2021年6月，有100万人在Odysee上发布了1000万部影片，该网站每月有8500万活跃用户。

## 监管
由于区块链的设计方式，LBRY Inc.无法在区块链层面管控用户或其上传的内容，但可以在其网站上进行内容审核，如Odysee就禁止了包括色情和宣扬暴力或恐怖主义的内容，因为大多数人通过LBRY Inc.旗下的平台访问LBRY协议。

## 货币
LBRY Inc. 维护自己的加密货币「LBRY Credits」（LBC），作为他们基于 LBRY 区块链构建的数字商店的一部分。使用此货币，创作者可以向观看者收取流式传输其内容或赚取提示的费用。平台的用户通过使用平台并邀请他人访问平台来赚取 LBC。2021年3月29日，美国证券交易委员会（SEC）指控LBRY公司出售未注册的数字资产证券。SEC 指控 LBRY 公司出售 LBRY 信用额度（LBC） 来资助他们的工作，而没有将其注册为证券，这违反了证券法。作为回应，LBRY 的首席执行官发起了一场公关活动，以在区块链和加密货币爱好者中争取支持，并辩称 SEC 错误地将 LBC 贴上了安全标签。

## 产品
- 影音分享軟體LBRY
- 影音分享网站LBRY.tv （页面存档备份，存于）
- 影音分享网站odysee （页面存档备份，存于）
- 加密货币LBRY Credits（LBC）

## 资料来源
1. 1 2  . GitHub. Lbry. January 29, 2021  [January 29, 2021]. （原始内容存档于2021-03-22）.
2. 1 2  . LBRY.tech. Lbry.   [January 29, 2021]. （原始内容存档于2021-02-01） （英语）.
3. 1 2 3  . LBRY. LBRY.   [January 29, 2021]. （原始内容存档于2021-01-23） （英语）.
4. ↑  . GitHub. LBRY. February 14, 2021  [February 14, 2021]. （原始内容存档于2021-06-20）.
5. 1 2  . GitHub. LBRY. February 14, 2021  [February 14, 2021]. （原始内容存档于2021-02-13）.
6. ↑  . 区块链导航 Block123.com.   [2021-02-14].[]
7. ↑  . LBRY.   [2024-06-26]. （原始内容存档于2021-06-03） （英语）.
8. 1 2  . LBRY.com.   [2021-02-14]. （原始内容存档于2021-07-27）.
9. ↑  . LBRY.com.   [2021-02-14]. （原始内容存档于2021-02-13）.
10. 1 2  . LBRY.tech.   [2021-02-14]. （原始内容存档于2021-07-21）.
11. ↑  . LBRY.com.   [2021-02-14]. （原始内容存档于2021-06-03）.
12. ↑  . INSIDE.   [2021-02-14]. （原始内容存档于2021-06-03）.
13. 1 2  .   [2021-07-11]. （原始内容存档于2021-07-11）.